# فرحات عباس
فرحات عباس (عربی: فرحات عباس؛ زاده ۲۴ اوت ۱۸۹۹ – درگذشته ۲۴ دسامبر ۱۹۸۵) یک سیاست‌مدار اهل الجزایر بود.